# Gele korstspons
De gele korstspons of oranje korstspons (Protosuberites denhartogi) is een sponssoort in de taxonomische indeling van de gewone sponzen (Demospongiae). De spons behoort tot het geslacht Protosuberites en behoort tot de familie Suberitidae. De wetenschappelijke naam van de soort werd in 2003 voor het eerst geldig gepubliceerd door Rob van Soest en M.J. de Kluijver.

## Beschrijving
De gele korstspons vormt dunne (circa 2 mm), doorschijnende korsten op harde substraten, meestal rondom dode en levende zeepokken. Het lichaam van de spons bestaat uit kiezelnaalden en sponginevezels. Het heeft een netwerk van externe kanalen die samenkomen op een paar uitstroomopeningen (osculums). De kleur is meestal geel, verder oranje tot roodoranje of oranjebruin.

## Verspreiding
De gele korstspons heeft een brede verspreiding langs de kusten van West-Europa, waaronder de Noordzeekust, de zuid- en westkust van de Britse Eilanden en de westkust van Frankrijk. Komt algemeen voor in Nederland.